# Color contrastant
Els colors contrastants foren un recurs habitual dels uniformes militars europeus en què el folre de la peça superior visible a l'observador era d'un color diferent (contrastant) del color de la superfície exterior de la peça; en girar certes parts del folre, restaven exposats els colors contrastants, la qual cosa permetia distingir visualment la branca (arma, cos, servei) o la unitat (regiment, batalló, etc.) del portador.

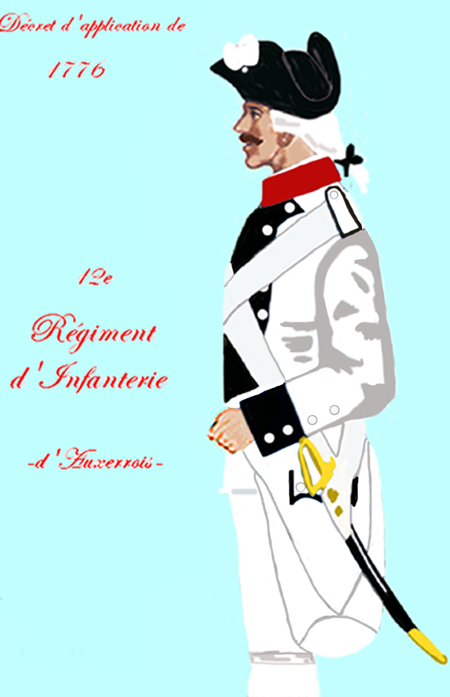
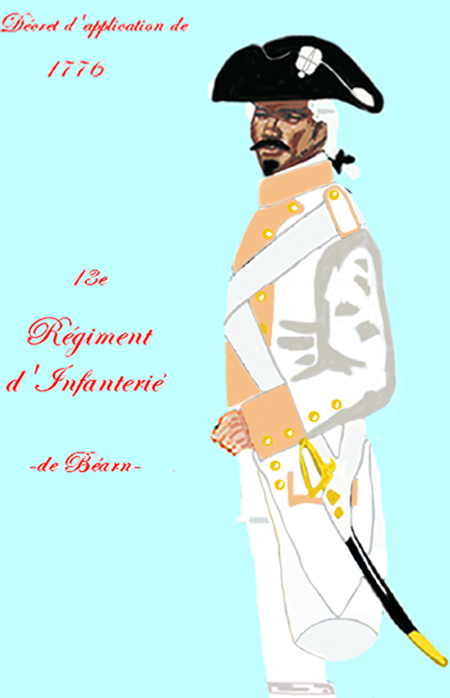
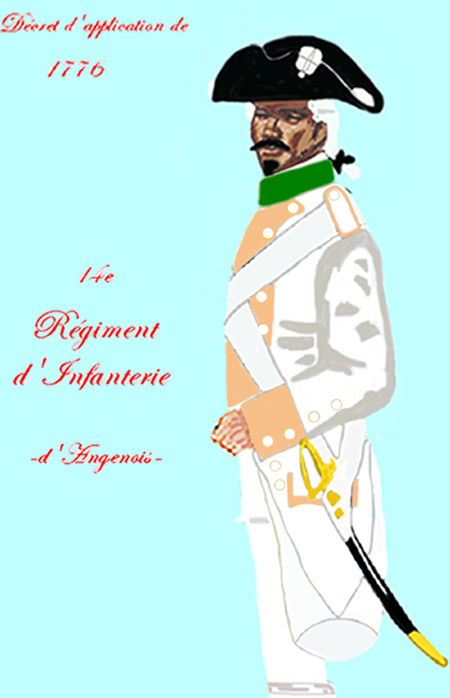
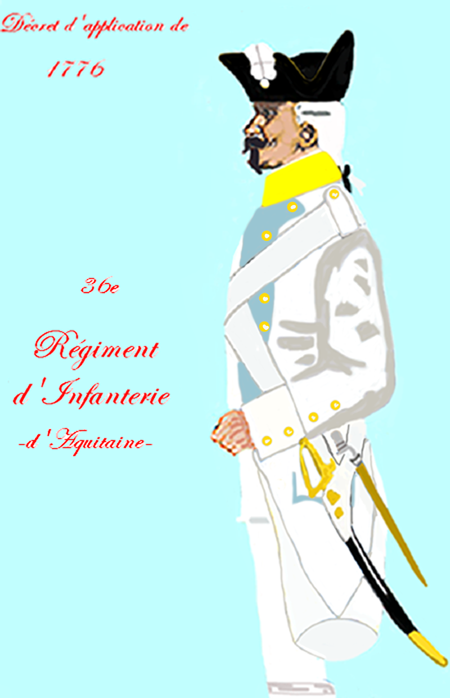
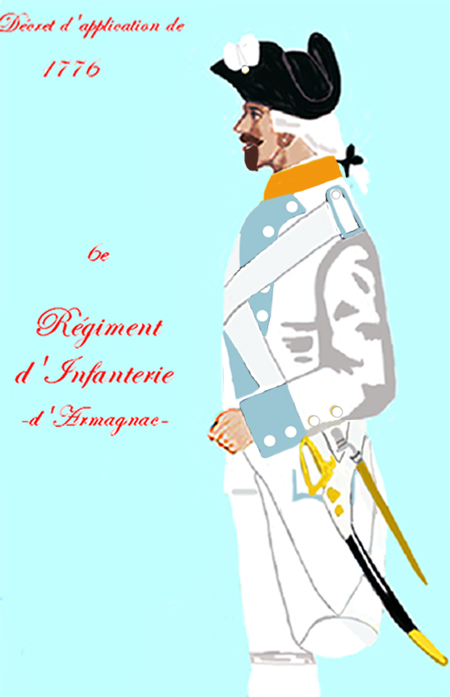
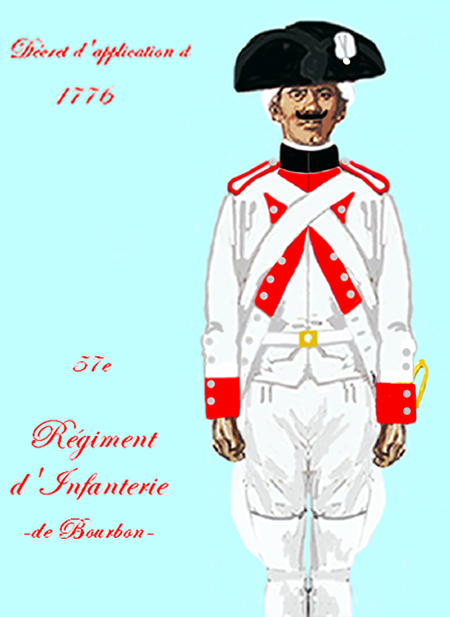

Exemples de distinció entre unitats d'un mateix exèrcit (França, 1776) mitjançant el sistema de colors contrastants 
En la forma clàssica, el sistema de colors contrastants sorgí i es desenvolupà conjuntament amb la casaca militar, en què s'aplicava a coll, solapes, punys i faldons. En ésser substituïda la casaca per la guerrera, a mitjan segle xix, i donat que la nova peça superior tenia menys punts susceptibles d'ésser girats, el sistema tradicional fou adaptat en la forma de simples vius de color contrastant, a voltes en combinació amb el sistema alternatiu d'aplicacions de coll.
Tradicionalment els sistemes basats en el contrast de colors havien estat molt pràctics, per llur alta visibilitat. En les condicions de la guerra moderna, emperò, aquesta mateixa característica els fa massa conspicus, incongruents amb l'ús d'uniformes tendencialment mimètics (primer monocolors, més endavant de camuflatge). Des d'inicis del segle xx, doncs, en els uniformes de diari i campanya hom ha tendit a indicar branca i unitat mitjançant emblemes discrets (generalment de branca al coll i d'unitat al braç). Des de mitjan segle xx els colors contrastants, en forma de vius o d'aplicacions de coll, es reserven per als uniformes de passeig i gala.

## Nota
1. ↑  Emperò, encara durant la Segona Guerra Mundial hi hagué força exèrcits que combatien amb vius i/o amb aplicacions de coll, si bé reduïts al mínim.